# Žákova hora
Žákova hora är ett berg i Tjeckien. Det ligger i den centrala delen av landet, 120 km öster om huvudstaden Prag. Toppen på Žákova hora är 809 meter över havet. Žákova hora ingår i Žďárské vrchy.
Terrängen runt Žákova hora är platt norrut, men söderut är den kuperad. Runt Žákova hora är det ganska glesbefolkat, med 30 invånare per kvadratkilometer. Närmaste större samhälle är Žďár nad Sázavou Druhy, 8,9 km sydväst om Žákova hora. I omgivningarna runt Žákova hora växer i huvudsak barrskog.